# Cronologia da fé bahá'í

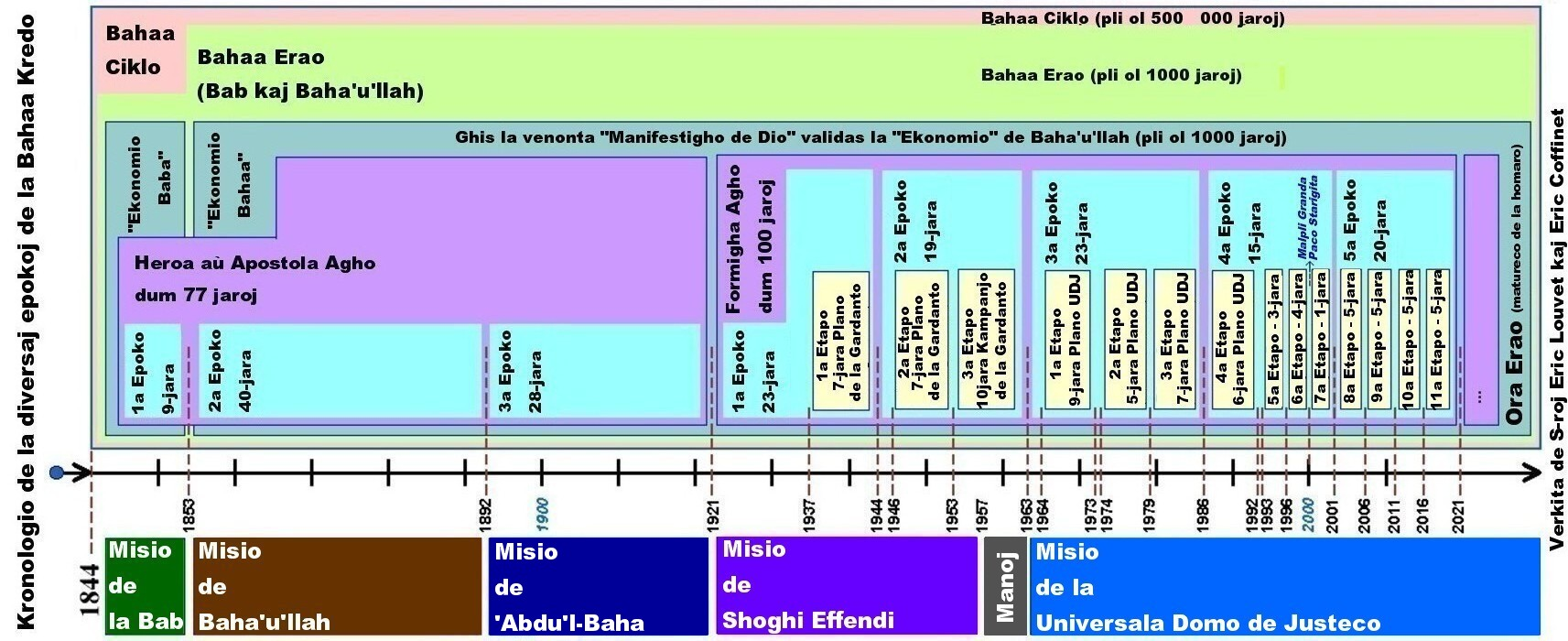
Tabela sobre as várias épocas da Fé Bahá'í, escrita por Eric. Categoria Coffinet: Bahaísmo

Segue uma cronologia básica da história baha'i.

## 1795
- (1210 AH), Xeique Amade inicia o movimento do xeiquita no islã xiita.

## 1817
- 12 de novembro, Nasce Bahá'u'lláh.

## 1819
- 20 de outubro, Nasce o Báb.

## 1820
- Nasce a primeira esposa de Bahá'u'lláh, Navabe.

## 1826
- Morre Xeique Amade e Saíde Cazim torna-se líder do movimento xeiqui.

## 1828
- Nasce a segunda esposa de Bahá'u'lláh, Fátima

## 1834
- Morre o Xá da Pérsia, Fate Ali Xá. O Primeiro Ministro é executado e Mírzá Buzurg dispensado como Vizir por Maomé Xá.

## 1835
- 24 de setembro, Bahá'u'lláh casa-se com Navabe.

## 1843
- Siyyid Kázim morre.

## 1844
- 23 de maio, Báb declara sua missão em Xiraz.
- 23 de maio, `Abdu'l-Bahá nasce, filho de Navváb e Bahá'u'lláh.

## 1845
- Setembro, restrições severas são colocadas contra os discípulos do Báb em Xiraz por ele declarar ser o Mádi.

## 1846
- Bahíyyih nasce de Navváb e Bahá'u'lláh.
- Março, Báb deixa Xiraz e parte para Ispaã.

## 1847
- Março, Babe é aprisionado em Macu.

## 1848
- Mírzá Mihdí nasce de Navváb e Bahá'u'lláh.
- 20 de maio, Mulá Huceine visita o Báb em Macu
- 10 de abril, Báb é transferido para a prisão de Chihriq, graças a sua crescente influência em Macu.
- 26 de Junho - 17 de Julho, a Conferência de Badasht
- Julho, interrogatório público de Tabriz. Ele retorna para Chihriq.
- 21 Julho, Mulá Huceine marcha com outros 202 Bábís á Mexede.
- 4 de setembro, Morre o Xá da Pérsia, Maomé Xá.
- 10 de outubro, Mulá Huceine chega ao Forte Tabarsi.
- 20 de outubro, Quddús chega ao forte Tabarsí.

## 1849
- Bahá'u'lláh casa-se com Fátima em Teerã.
- 2 de fevereiro, Mulá Huceine morre na batalha do forte Tabarsi.
- 10 de maio, Batalha do forte Tabarsí termina com a negociação na qual os vitorioso prometem deixar os Babis partirem. O pacto é quebrado e muitos babís morrem. (inglês)
- 16 de maio, Quddús é torturado e executado.

## 1850
- 9 de julho, o Báb é publicamente executado em Tabriz.

## 1852
- 17 de Maio, Bábís revoltados, agindo por conta própria, falham na tentativa de matar o xá da Pérsia, Naceradim Xá Cajar, que em retaliação aprisiona Bahá'u'lláh e executa centenas de Bábís, incluindo Táhirih e Siyyid Husayn-i-Yazdi.
- 15 de outubro, enquanto aprisionado por quatro meses em Síyáh-Chál, Tehran, Bahá'u'lláh recebe as primeiras revelações de sua missão como o prometido e esperado manifestante anunciado pelo Báb.
- Mírzá Muhammad `Alí nasce de Fátimih e Bahá'u'lláh em Bagdá

## 1853
- 12 de janeiro, Bahá'u'lláh é exilado do Tihrán. para Bagdá.

## 1854
- 10 de abril, Bahá'u'lláh  se exila para as montanhas de Sulaymaniyah no Curdistão devido a crescente tensão entre ele e Mírzá Yahyá.

## 1856
- Após ser descoberto no Curdistão, Bahá'u'lláh retorna a Bagdá, a pedido de seu filho `Abdu'l-Bahá.

## 1862
- 10 de maio, o embaixador persa solicita que o Império Otomano expulse os babís da Pérsia.

## 1863
- 21 de abril, Bahá'u'lláh declara a si mesmo como sendo Aquele que Deus faria manifesto no Jardim do Ridván em Bagda na vespera de seu exílio a Estambul.
- 12 de dezembro, Bahá'u'lláh é exilado em carcere formal em Edirne após quatro meses em Estambul.

## 1864
- 15 de agosto, Díyá'u'lláh nasce, filha de Fátimih e Bahá'u'lláh.

## Referência
- Amanat, Abbas (1989). Resurrection and Renewal. [S.l.]: Cornell University Press, 124 Roberts Place, Ithica, New York 14850. ISBN 0-8014-2098-9

- Nabíl-i-Zarandí (1932).  Shoghi Effendi (Translator), ed. The Dawn-Breakers: Nabíl’s Narrative Hardcover ed. Wilmette, Illinois, USA: Bahá'í Publishing Trust. ISBN 0-900125-22-5

- Smith, Peter (1999). A Concise Encyclopedia of the Bahá'í Faith. Oxford, UK: Oneworld Publications. ISBN 1-85168-184-1